# Мирск
Мирск (пољ. Mirsk) град је у Пољској у Војводству доњошлеском. По подацима из 2012. године број становника у месту је био 4109.

## Становништво
| 2012. |
| ----- |
| 4.109 |